# Il salmone del dubbio
Il salmone del dubbio (The Salmon of Doubt) è un romanzo incompiuto di Douglas Adams, pubblicato postumo nel 2002; è l'ultimo libro dello scrittore.

## Storia
Composto dai primi 10 capitoli, rimase incompiuto a causa della morte dello scrittore l'11 maggio 2001; comprende anche varie lettere, articoli e brevi saggi dello stesso. Il materiale relativo fu recuperato dal suo computer e riordinato dopo la sua morte dai suoi curatori editoriali, con la collaborazione di alcuni amici e della moglie.
Secondo le parole di Adams, il libro avrebbe potuto essere alternativamente un nuovo romanzo della Guida galattica per gli autostoppisti o di Dirk Gently (o di entrambi).

## Edizioni
- Douglas Adams, The salmon of doubt, Macmillan, 2002.
- Douglas Adams, Il salmone del dubbio, traduzione di Laura Serra, Strade blu, Arnoldo Mondadori Editore, 2002,  p. 300, ISBN 88-04-50948-1.
- Douglas Adams, Il salmone del dubbio, traduzione di Laura Serra, Urania, 1486 (supplemento), Arnoldo Mondadori Editore, 2004,  p. 316.